# التهاب الصفاق الجرثومي العفوي
الْتهابُ الصِّفاقِ الجُرثومِيّ العفويّ (بالإنجليزية: Spontaneous bacterial peritonitis، اختصارًا: SBP) هو نمو عدوى بكتيرية في الصفاق مُسبّبة التهاب الصفاق، على الرغم من عدم وجود مصدر واضح للعدوى. ويحدث ذلك على وجه الحصر تقريبًا في الأشخاص المصابين بارتفاع ضغط الدم البابي (زيادة الضغط على الوريد البابي)، عادةً ما يكون نتيجة تليف الكبد. كما يمكن أن يحدث في المرضى الذين يعانون من المتلازمة الكلوية.
يتطلب تشخيص التهاب الصفاق الجرثومي العفوي عمل بزل (سحْب بعض من السائل بواسطة إبرة) من تجويف البطن. إذا كان السائل يحتوي على البكتيريا أو عدد كبير من العدلات (>250 خلية/ميكرولتر) (نوع من خلايا الدم البيضاء)، فيتم تأكيد الإصابة ويجب أخذ المضادات الحيوية اللازمة لتجنب المضاعفات. بالإضافة إلى المضادات الحيوية، عادةً ما تُؤخذ دَفْعات من الزلال.

## العلامات والأعراض
تشمل علامات وأعراض التهاب الصفاق الجرثومي العفوي: الحمى، ورعشة، وغثيان، وقيء، وألم بالبطن، وشعورعام بالضيق. وقد يشكو المرضى من ألم في البطن و تفاقُم الاستسقاء. بينما لاتحدث أعراض أو علامات في ثلاثة عشر في المئة من المرضى. ويمكن أن يكون اعتلال الدماغ الكبدي هو العَرَض الوحيد لالتهاب الصفاق الجرثومي العفوي، ولكن حتى في غياب التأثير الواضح على الدماغ، يجب على جميع المرضى إجراء بزل أو أخذ العينات من سائل الاستسقاء، من أجل تقييم المرض.

## الأسباب
السبب الأكثر شيوعًا لالتهاب الصفاق الجرثومي العفوي هو إصابة السائل البريتوني (الاستسقاء) بعدوى البكتيريا سالبة الجرام. والنوع البكتيري الأكثر عزلًا من سائل الاستسقاء هو كولاي و كليبسيلا. وقديمًا كانت أنواع البكتيريا المكورات إيجابية الجرام مثل المكورات العقدية والمكورات العنقودية، مسؤولة عن أقل من 25% من الحالات على الرغم من تزايُد حدوث مثل هذه الحالات. عدوى سائل الاستسقاء اللاهوائية والفطرية نادرة ولكن ذُكِرت مع بعض المبيضات مثل أنواع السالمونيلا التيفية A.

## الفيزْيولوجيا المَرَضِية
يُعتَقَد أن التهاب الصفاق الجرثومي العفوي هو نتيجة مجموعة من العوامل الكامنة في تليف الكبد والاستسقاء، مثل تجرثم الدم لفترات طويلة بسبب ضعف مناعة المريض، أو تحويلة داخل الكبد من الدم المُلوَّث، أو ضعف نشاط قتل البكتيريا داخل سوائل الاستسقاء. يرتبط أيضًا بالتهاب الصفاق الجرثومي العفوي قمع المعدة من إفراز الحمض مثل أدوية مثبطات مضخة البروتون، في المرضى الذين يعانون من مراحل متقدمة من تليف الكبد. عكس النظريات السابقة، لا تُعدّ حاليًا هجرة البكتيريا عبر الغشاء المخاطي من الأمعاء إلى سائل الاستسقاء سببًا للمرض.
مع ضعف مناعة المريض، غالبًا ما يعاني مرضى الكبد الحاد أو المزمن من نقص في النظام المتمم وقد يكون هناك أيضًأ خلل في العدلات والجملة الشبكية البطانية.
أما بالنسبة لأهمية بروتينات سائل الاستسقاء، فقد تبين أن نقص تركيز بروتينات سائل الاستسقاء عن 1جم/ديسيلتر في مرضى التليف الكبدي يجعلهم عرضة 10 مرات أكثر لحدوث التهاب الصفاق الجرثومي العفوي من المرضى ذوي التركيزات الأعلى. إذ يُعتقد أن النشاط المُضاد للجراثيم لسائل الاستسقاء مرتبط بشكل وثيق مع تركيز البروتين. أكدت دراسات إضافية صلاحية تركيز بروتين سائل الاستسقاء كأفضل مؤشر للنوبة الأولى من التهاب الصفاق الجرثومي العفوي.

## التشخيص
يتم التشخيص عن طريق القيام بالبزل (شفط بعض من سائل الاستسقاء بواسطة إبرة). إذا كان السائل يحتوي على العدلات (نوع من خلايا الدم البيضاء) أكثر من 250 خلية لكل ملم3 (يساوي عدد خلايا 250 x106/لتر) من السوائل، في غياب سبب آخر لهذا (مثل التهاب واحد من الأعضاء الداخلية أو الانثقاب). يتم زراعة السائل أيضًا للتعرف على البكتيريا. إذا كان إرسال العينة في حاوية معقمة، فإنه يمكن تحديد الكائن الحي المُسبب في 40% من العينات. بينما إذا كانت العينة مُرسَلة في زجاجة ذات وسط لزراعة البكتيريا، تزداد الحساسية إلى 72-90%.

## الوقاية
يجب على كل مرضى تليف الكبد تناول المضادات الحيوية (الفلوروكوينولون عن طريق الفم: النورفلوكساسين) إذا كان:
- سائل الاستسقاء البريتوني <1.0 جم/ديسيلتر. أو كان تركيز البروتين في السائل <15 غرام/لتر، أو حَرَز Child-Pugh على الأقل 9، أو اختلال وظائف الكلى.[16]
- إصابة سابقة بالتهاب الصفاق الجرثومي العفوي[17]

يجب على مرضى تليف الكبد المحجوزين بالمستشفى تلقِّي المضادات الحيوية الوقائية إذا كان:
- لديهم نزيف من دوالي المريء [18]

## العلاج

### المضادات الحيوية
بعد التأكد من الإصابة، يحتاج المرضى إلى دخول المستشفى من أجل تَلَقِّي المضادات الحيوية عن طريق الوريد، وأيضًأ الألبيومين. يُكرّر البزل خلال 48 ساعة أحيانًا لضمان السيطرة على العدوى. بمجرد تعافِي المرضى من التهاب الصفاق الجرثومي العفوي، فإنهم بحاجة إلى المضادات الحيوية الوقائية طالما لا يزال لديهم استسقاء.

### الأدوية المُوالية لحركة الأمعاء
تقلل إضافة الدواء المُوالي لحركة الأمعاء لنظام المضاد الحيوي من حدوث التهاب الصفاق الجرثومي العفوي، ربما من خلال خفض فرْط نمو بكتيريا الأمعاء الدقيقة.

### الزلال الوريدي
وجدت تجربة منضبطة معشاة أن تلقِّي الزلال عبر الوريد في اليوم الثالث لدخول المستشفى يمكنه أن يقلل من القصور الكلوي.

## علم الأوبئة
تتراوح نسبة حدوث حالات نشطة من التهاب الصفاق الجرثومي العفوي في المرضى الذين يعانون من الاستسقاء ويخضعون لبزل روتيني بين 10٪ إلى 27٪ في وقت دخول المستشفى.

## التاريخ
كان هارولد أو.كون أول من وصف التهاب الصفاق الجرثومي العفوي عام 1964.